# Kateřinský a Nivní potok
Kateřinský a Nivní potok este o arie protejată (arie specială de conservare — SAC, sit de importanță comunitară — SCI) din Republica Cehă întinsă pe o suprafață de 980,19 ha, integral pe uscat.

## Localizare
Centrul sitului Kateřinský a Nivní potok este situat la coordonatele 49°40′10″N 12°40′05″E / 49.669444°N 12.668056°E.

## Înființare
Situl Kateřinský a Nivní potok a fost declarat sit de importanță comunitară în aprilie 2005 pentru a proteja 1 specie de animale. Situl a fost protejat și ca arie specială de conservare în aprilie 2019.

## Biodiversitate
Situată în ecoregiunea continentală, aria protejată conține 1 habitat natural: Liziere de ierburi înalte hidrofile de câmpie și de nivel montan până la alpin.
La baza desemnării sitului se află o specie protejată de  mamifere: castor (Castor fiber).